# ماري هوبارت
ماري هوبارت (بالإنجليزية: Mary Hobart)‏ هي طبيبة أمريكية، ولدت في 1851، وتوفيت في 1930.